# 押海島
押海岛（：／ Aphaedo */?），是大韩民国的岛屿，位于全罗南道海岸，由新安郡负责管辖，面积67.4km²，2014年人口6,204。